# Ahmad Madadi
Ne doit pas être confondu avec l'autre handballeur qatarien Hamad Madadi.
Ahmad Madadi, né le 31 août 1994, est un joueur de handball qatarien. Il évolue au sein du Al-Duhail SC et de l'équipe nationale du Qatar.

## Palmarès

### Sélections
Championnats du monde
- 8e place au Championnat du monde 2017
- 13e place au Championnat du monde 2019
- 8e place au Championnat du monde 2021

Compétitions continentales
- médaillé d'or aux Jeux asiatiques de 2018 (en)
- médaillé d'or au Championnat d'Asie 2020
- médaillé d'or au Championnat d'Asie 2022